# Ottokár Prohászka
Ottokár Prohászka (ur. 10 października 1858 w Nitrze zm. 2 kwietnia 1927 w Budapeszcie) – węgierski duchowny katolicki, biskup Białogrodu węgierskiego w latach 1905-1927.

## Życiorys
Urodził się w Nitrze na terenach dzisiejszej Słowacji. Ojciec miał pochodzenie czesko-morawskie, matka była Niemką szwajcarską, Ottokar uważał się za Węgra. Swobodnie posługiwał się językiem niemieckim, węgierskim, słowackim, włoskim i łaciną. Maturę zdał w 1875 i rozpoczął studia w rzymskim Collegium Germanico-Hungarium oraz w jezuickim "Gregorianum". W 1882 ukończył studia i wrócił na Węgry. Został wykładowcą w seminarium diecezjalnym, był znakomitym kaznodzieją. Był członkiem korespondentem Węgierskiej Akademii Nauk oraz aktywnie uczestniczył w obradach Izby Wyższej parlamentu, do której wchodził z urzędu.
Głosząc rekolekcje wielkopostne w Budapeszcie dostał udaru mózgu - zmarł następnego dnia, 2 kwietnia 1927.